# Bernard Desfrere
 (septembre 2024).
Si vous disposez d'ouvrages ou d'articles de référence ou si vous connaissez des sites web de qualité traitant du thème abordé ici, merci de compléter l'article en donnant les références utiles à sa vérifiabilité et en les liant à la section « Notes et références ».
Bernard Desfrere (30 janvier 1928 à Chimay - 19 novembre 2005 à Esneux) est un artiste peintre liégeois lié au mouvement Cobra[réf. nécessaire].

## Biographie
Diplômé de l’Académie des Beaux-Arts de Liège (atelier Adrien Dupagne - Robert Crommelynck) et de La Cambre, atelier Paul Delvaux.
Bourse de maîtrise du Gouvernement à l’Académie Royale des Beaux-Arts de Liège.
D’abord décorateur puis publicitaire, il crée les logos de la Brasserie Jupiler.
De 1963 à 1976, il est professeur d’art graphiques à l’Académie des Beaux-Arts de Liège.
De 1977 à 1993, il est professeur de peinture à l’atelier de finalité à l’Académie Royale des Beaux-Arts de Liège.
De 1961 à 1993, il est professeur de peinture et sérigraphie à la Maison de la culture « Le Château » à Liège (Sclessin).
Il participe à de nombreuses expositions et salons en Belgique, France, Allemagne, Pays-Bas, Luxembourg[réf. nécessaire]. Œuvres[Lesquelles ?] présentes dans des collections publiques et privées[réf. nécessaire].
Jacques Parisse écrit en 1975 : « La peinture de Bernard Desfrère est action, geste, énergie. L'homme se connecte avec la couleur et projette en pleine pâte ce qu'il a élaboré. Chaque toile est un nouveau problème. Desfrère a le rare courage d'être toujours neuf alors que tant d'autres artistes, sous le prétexte du « Style», présentent l'éternel resucée du même sujet. Il y a une viscéralité intense qui se dégage de sa peinture, et si son chevalet porte en exergue: Rien n'est plus laid que le beau, on comprendra mieux que l'homme attribue une importance primordiale à la force des émotions et à leur véracité. De ses tubes sortira le tumulte ou le calme, la clameur ou le silence, mais jamais l'insignifiance. C'est une manière d'insurrection permanente de la création. ».

## Récompenses
- 1947 Prix Marie (peinture de chevalet)
- 1948 Prix Jonissen Buttinx
- 1949 Prix Watteau (peinture sur chevalet)
- 1950 Grande Médaille en Vermeil pour le dessin et la peinture monumentale
- 1950 Prix Watteau (peinture monumentale)
- 1957 Lauréat concours d’affiches du Palais des Congrès.